# 錢朝彥
钱朝彦，字殷求，号定林，浙江錢塘縣人，明朝政治人物。

## 生平
崇禎三年（1630年）庚午科舉人，十年（1637年）丁丑科進士，禮部觀政，本年六月授句容縣知縣，十二年應天同考，十六年考察，補旌德知縣，丁父憂去官。明亡後闭门隐居，不与任職清朝的同年官员交通。家贫，租别人老屋居住，不蔽风雨。顺治十六年己亥（1659年）江上之变，有人告发他是内应，被提督田雄下令逮捕，后放归。他是黄道周弟子，诗文与书法都效法道周。

## 家族
曾祖錢文昇，刑部司务；祖錢正心，庠生；父钱万钟。